# ダンバース (マサチューセッツ州)

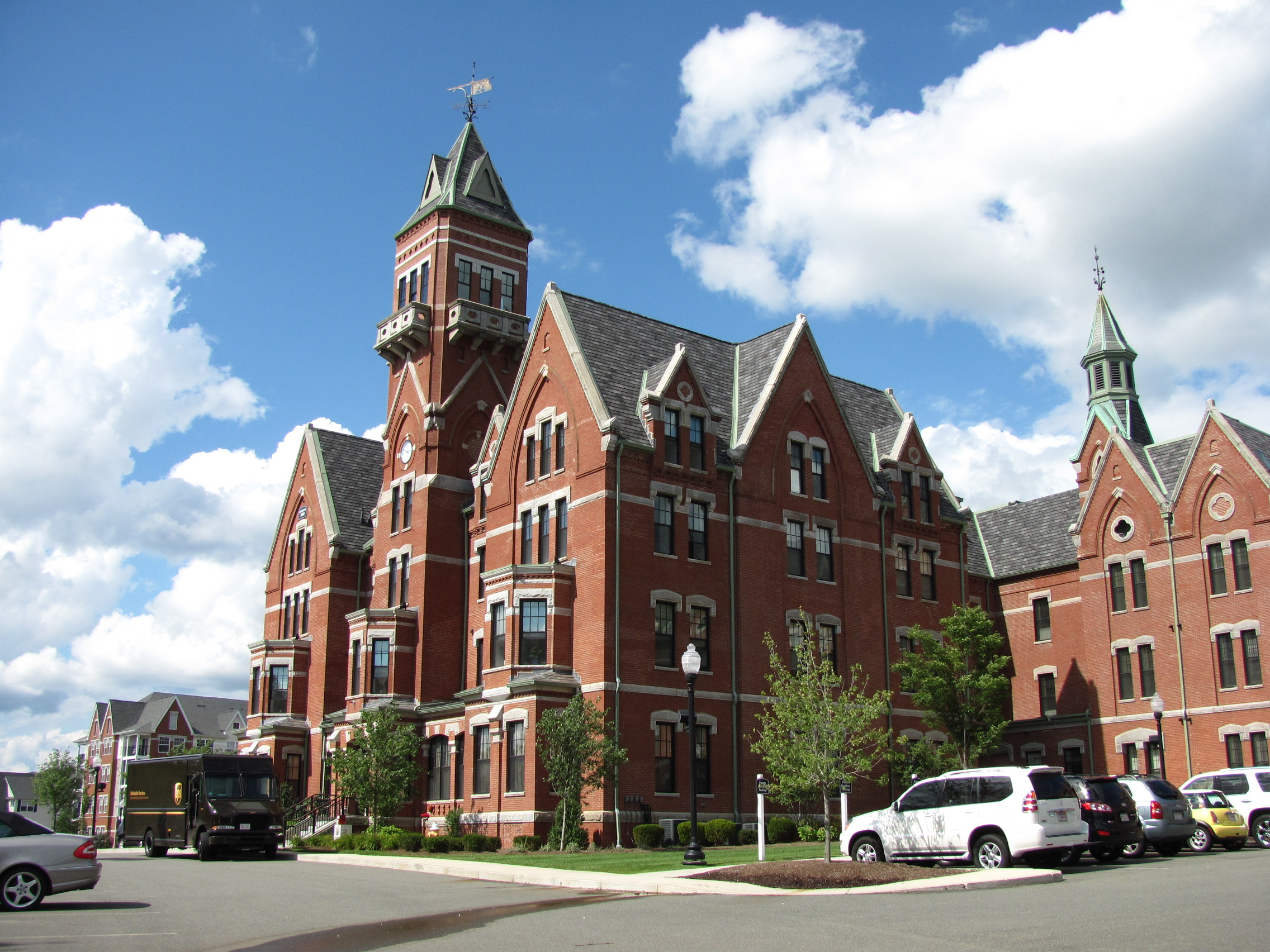
ダンバース精神病院

ダンバース（英語: Danvers）は、アメリカ合衆国マサチューセッツ州のエセックス郡にある町。人口は2万8087人（2020年）。ボストンに近い。
かつてはセイラム村（英: Salem Village）と呼ばれ、セイラム魔女裁判で多数の犠牲者を出した。また「北米一恐ろしい廃墟」といわれたダンバース精神病院の廃墟が有名だった。現在は中央部の外壁部分を残してすべて解体され、跡地は住宅地として整備されている。
近年ではハイテク企業の誘致に力を入れており、アプライド・マテリアルズ（英: Applied Materials）、ピクチャーテル社（英: PictureTel）の工場の誘致に成功している。

## 地理

エセックス郡内の位置（赤）

ダンバースは北緯42度34分30秒 西経70度55分50秒 / 北緯42.57500度 西経70.93056度に位置している。
アメリカ合衆国統計局によると、この町は総面積36.5 km2 (14.1 mi2) である。このうち34.4 km2 (13.3 mi2) が陸地で2.1 km2 (0.8 mi2) が水地域である。総面積の5.75%が水地域となっている。

## 人口動静
2000年の国勢調査で、この町は人口25,212人、9,555世帯、及び6,564家族が暮らしている。人口密度は733.0/km2 (1,898.5/mi2) である。283.8/km2 (735.1/mi2) の平均的な密度に9,762軒の住宅が建っている。この町の人種的な構成は白人97.72%、アフリカン・アメリカン0.35%、先住民0.10%、アジア1.11%、太平洋諸島系0.02%、その他の人種0.22%、及び混血0.48%である。ここの人口の0.83%はヒスパニックまたはラテン系である。
この町内の住民は23.2%が18歳未満の未成年、18歳以上24歳以下が6.4%、25歳以上44歳以下が28.7%、45歳以上64歳以下が24.5%、及び65歳以上が17.2%にわたっている。中央値年齢は40歳である。女性100人ごとに対して男性は86.9人である。18歳以上の女性100人ごとに対して男性は84.2人である。
この町の世帯ごとの平均的な収入は58,779米ドルであり、家族ごとの平均的な収入は70,565米ドルである。男性は48,058米ドルに対して女性は33,825米ドルの平均的な収入がある。この町の一人当たりの収入（英: per capita income）は26,852米ドルである。人口の2.9%及び家族の1.7%の収入は貧困線以下である。全人口のうち18歳未満の3.0%及び65歳以上の4.4%は貧困線以下の生活を送っている。